# Ronde van de Toekomst 2004
De Ronde van de Toekomst 2004 (Frans: Tour de l'Avenir 2004) werd gehouden van 2 tot en met 11 september in Frankrijk.

## Etappe-overzicht
| etappe | datum        | start            | finish                   | afstand      | winnaar            | klassementsleider    |
| ------ | ------------ | ---------------- | ------------------------ | ------------ | ------------------ | -------------------- |
| 1e     | 2 september  | Fort-Mahon-Plage | Fort-Mahon-Plage         | 12,2 km (it) | Thomas Dekker      | Thomas Dekker        |
| 2e     | 3 september  | Fort-Mahon-Plage | Fort-Mahon-Plage         | 153 km       | Sébastien Chavanel | Thomas Dekker        |
| 3e     | 4 september  | Mers-les-Bains   | Fontaine-au-Pire         | 206,5 km     | Steven Caethoven   | Gustavo César Veloso |
| 4e     | 5 september  | Fontaine-au-Pire | Mouzon                   | 203 km       | Sébastien Chavanel | Gustavo César Veloso |
| 5e     | 6 september  | Stenay           | Yutz Haute               | 141,5 km     | Sébastien Chavanel | Gustavo César Veloso |
| 6e     | 7 september  | Yutz Haute       | Metz                     | 142 km       | Christophe Kern    | Thomas Lövkvist      |
| 7e     | 8 september  | Metz             | Rambervillers            | 146          | Tyler Farrar       | Thomas Lövkvist      |
| 8e     | 9 september  | Morteau          | Bellegarde-sur-Valserine | 174          | Theo Eltink        | Maksim Iglinski      |
| 9e     | 10 september | Le Grand-Bornand | Le Grand-Bornand         | 141          | Thomas Lövkvist    | Sylvain Calzati      |

## Eindklassementen

### Algemeen klassement
| rang | renner               | land       | tijd        |
| ---- | -------------------- | ---------- | ----------- |
| 1    | Sylvain Calzati      | Frankrijk  | 37u 17' 51" |
| 2    | Thomas Lövkvist      | Zweden     | op 0' 00"   |
| 3    | Christophe Le Mével  | Frankrijk  | op 0' 03"   |
| 4    | Moisés Dueñas Nevado | Spanje     | op 0' 07"   |
| 5    | Maksim Iglinski      | Kazachstan | op 0' 40"   |
| 6    | David López García   | Spanje     | op 0' 41"   |
| 7    | Matija Kvasina       | Kroatië    | op 0' 43"   |
| 8    | Theo Eltink          | Nederland  | op 0' 44"   |
| 9    | Maryan Hary          | Frankrijk  | op 0' 52"   |
| 10   | Frederik Willems     | België     | op 1' 48"   |
| 11   | Pieter Mertens       | België     | op 2' 31"   |

### Punten klassement
| rang | renner              | land       | tijd  |
| ---- | ------------------- | ---------- | ----- |
| 1    | Sébastien Chavanel  | Frankrijk  | 150 p |
| 2    | Geoffroy Lequatre   | Frankrijk  | 117 p |
| 3    | Theo Eltink         | Nederland  | 103 p |
| 4    | Christophe Le Mével | Frankrijk  | 102 p |
| 5    | Maksim Iglinski     | Kazachstan | 85 p  |

### Bergklassement
| rang | renner             | land      | tijd |
| ---- | ------------------ | --------- | ---- |
| 1    | Yannick Talabardon | Frankrijk | 87 p |
| 2    | Tom Stubbe         | België    | 61 p |
| 3    | Martin Mareš       | Tsjechië  | 56 p |
| 4    | Kamil Vrana        | Tsjechië  | 53 p |
| 5    | Maryan Hary        | Frankrijk | 41 p |

### Ploegenklassement
| Plaats | Ploeg                  | Tijd       |
| ------ | ---------------------- | ---------- |
|        | Vlaanderen-T Interim   | 138u30'08" |
| 2      | Brioches La Boulangère | + 2' 57"   |
| 3      | Crédit Agricole        | + 3' 34"   |
|        |                        |            |
| 6      | Rabobank               | + 6' 31"   |